# Moskauer Bahnhof (Nischni Nowgorod)
Der Bahnhof Nischni Nowgorod (auch Moskauer Bahnhof, russisch Московский вокзал Moskowski Woksal) ist der Hauptbahnhof der russischen Millionenstadt Nischni Nowgorod. Passagierbahnhof Nischni Nowgorod-Moskowski (russisch Нижний Новгород-Московский, bis 30. März 2010 Gorki-Moskowski, russisch Горький-Московский). Er gehört zur Gorkier Eisenbahn, einer Regionalabteilung der Russischen Staatsbahnen.

## Geografische Lage und Anbindung
Der Bahnhof liegt an der Transsibirischen Eisenbahn und in Nischni Nowgorod am Ploschtschad Rewoljuzii (russisch Площадь Революции, Revolutionsplatz) auf der Westseite des Oka-Flusses. Die S-Bahn, Straßenbahn 1 sowie einige Marschrutka-Linien verbinden ihn mit dem Stadtzentrum. Der nahegelegene U-Bahnhof Moskowskaja (Московская) bildet den Übergangspunkt zwischen den beiden vorhandenen Metrolinien. Eine Haltestelle für Fernbusse Richtung Moskau, Kostroma und Kirow befindet sich um die Ecke in der Sowjetskaja-Straße (Улица Советская).

## Geschichte

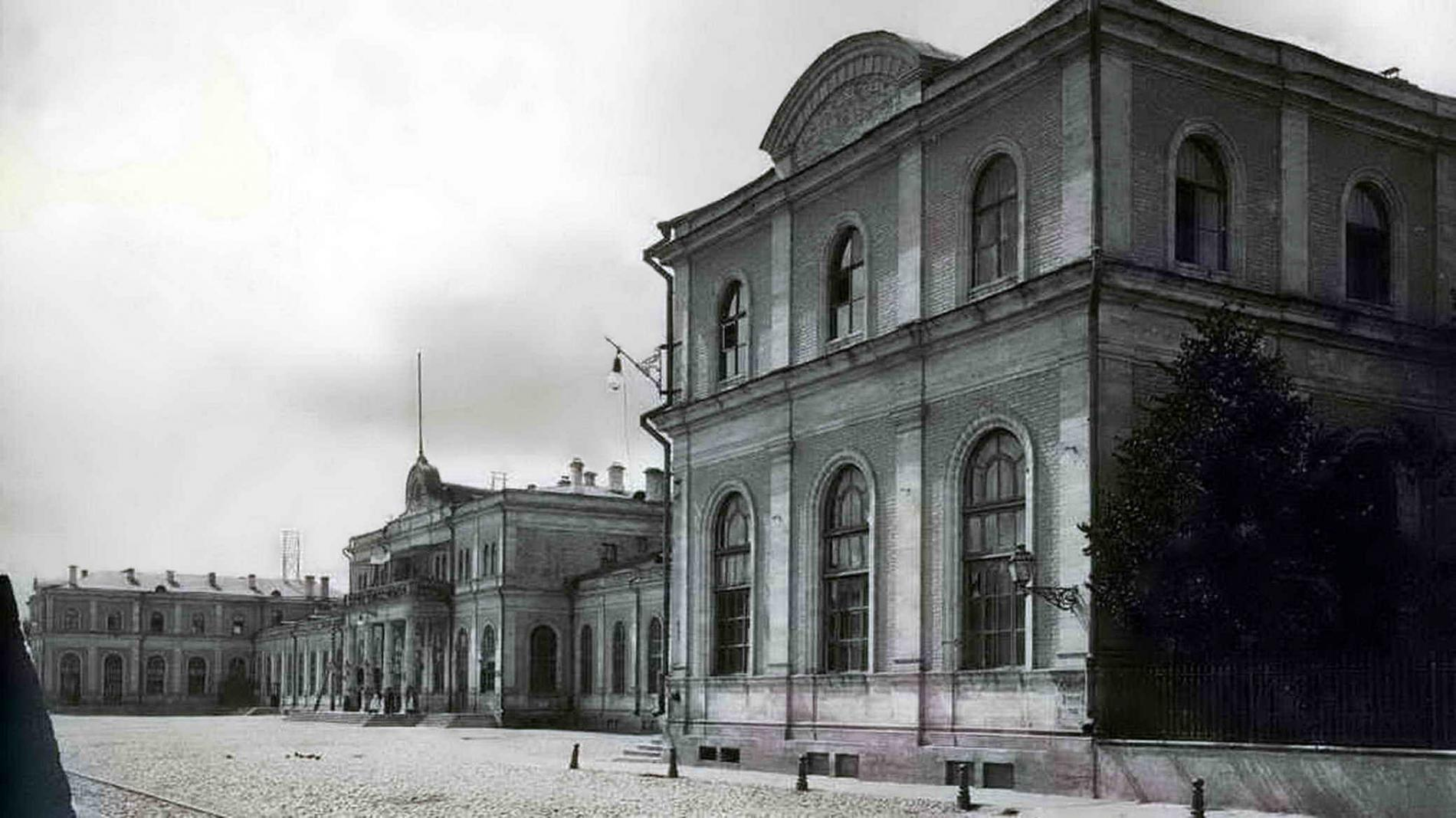
Moskauer Bahnhof im 19. Jahrhundert

Der Bahnhof in Nischni Nowgorod wurde im Jahr 1862 erbaut, als die Moskau-Wladimir-Eisenbahn verlängert wurde. Am 2. August 1862 wurde der Verkehr auf dem Abschnitt Wladimir – Nischni Nowgorod eröffnet. Der Bahnhof wurde zum Endpunkt der Moskau-Nischni-Nowgoroder Eisenbahn. Es bestand aus drei zweistöckigen Gebäuden, die durch Passagen zur Lobby im Zentrum, Warteräume, Post, Telegrafie, Buffets und Restaurants miteinander verbunden waren. Auf dem zentralen Turm wurde eine Uhr installiert. Die Wände des Gebäudes waren mit Mosaikplatten zu heroischen Themen dekoriert.
Im Jahre 1894 wurde der Kaiserpavillon für die Ankunft der Kaiser in der Stadt errichtet. Der Architekt Dmitry Tschitschagov, Vertreter der berühmten russischen Architektendynastie, entwarf sowohl das Gebäude als auch die Innenräume. Der Saal des Pavillons war mit einem großen Porträt von Nikolaus II. Und einem geschnitzten Kamin aus weißem italienischen Marmor geschmückt. Für wichtige Gespräche wurde ein Telefon installiert. Der Pavillon empfing den Kaiser zweimal: 1896 während der Allrussischen Ausstellung und 1913 während der Feierlichkeiten zum 300. Jahrestag der Romanow-Dynastie. Während der Revolution von 1905 wurde es von Rebellen gefangen genommen und einige Zeit festgehalten. Nach der Oktoberrevolution von 1917 befanden sich die Bolschewiki-Komitees von Kanavino und die medizinische Eisenbahneinrichtung zu verschiedenen Zeiten im Gebäude.

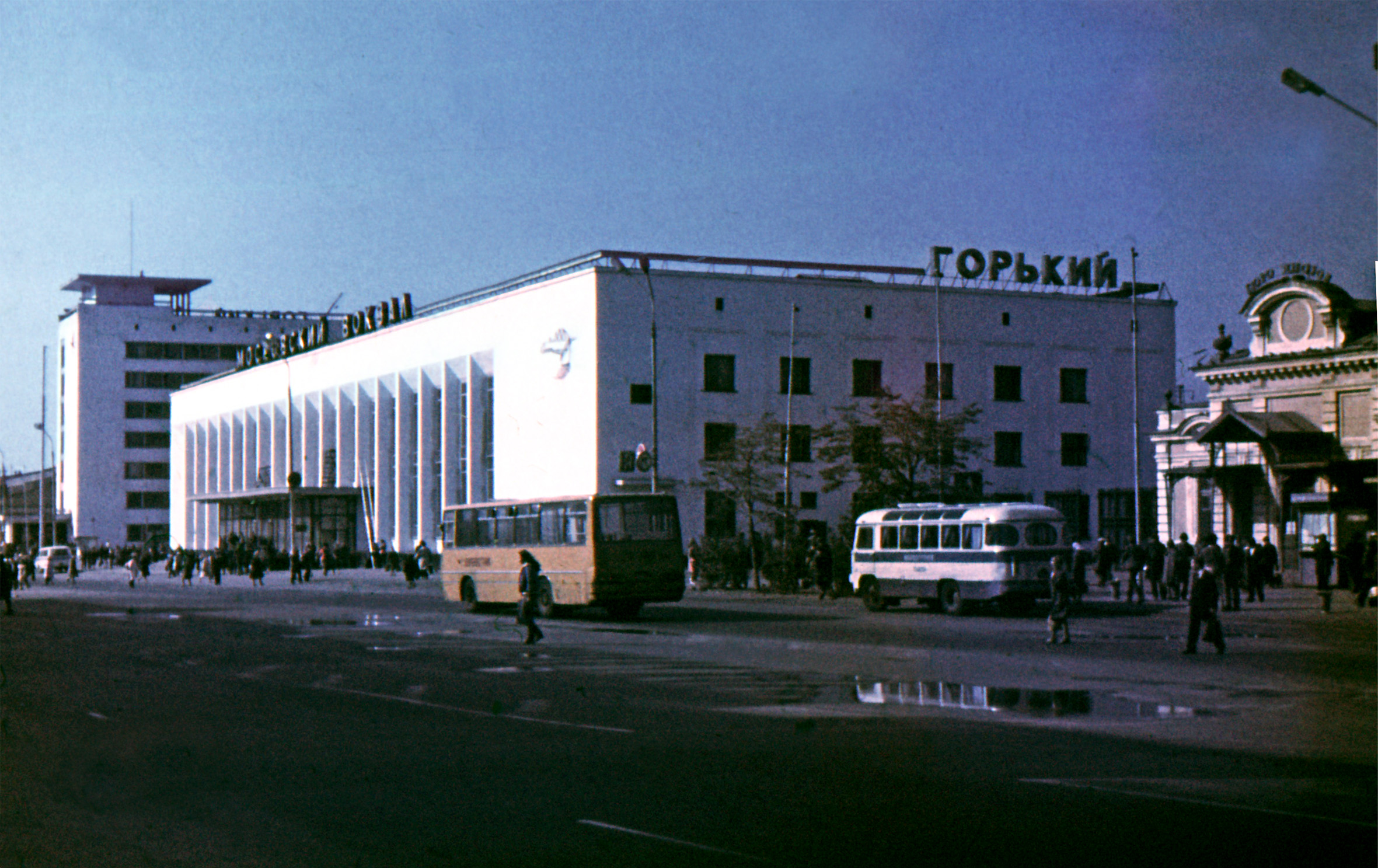
Gorki Stadt. Moskauer Bahnhof 1982

Die Sowjetregierung behielt lange Zeit das alte Gebäude. Während des Zweiten Weltkriegs wurde der Moskauer Bahnhof zusammen mit dem Kasaner Bahnhof zu einem wichtigen strategischen Objekt. Für die Verbindung der beiden Stationen wurden Bahngleise durch den Frachthafen Landzunge und Kanawinski-Brücke gelegt. Die Luftwaffe versuchte mehrmals, den Bahnhof zu bombardieren, war jedoch erfolglos. Bomben fielen am Revolutionsplatz und in der Nähe des modernen Gebäudes des zentralen Kaufhauses. Nachdem sie den Krieg gewonnen hatten, kamen die Zugladungen mit siegreichen Soldaten am Bahnhof an.
In den 1960er Jahren wurde das Bahnhofsgebäude komplett umgebaut, um einen sogenannten „zivilen“ Look zu erhalten. Die gesamte historische Fassade wurde zerstört. Auch im Inneren des Bahnhofs gab es große Veränderungen: Die "vorrevolutionären" Mosaike wurden im Sinne des 20. Jahrhunderts durch sowjetische ersetzt, die Wartezimmer und viele andere Räume wurden umgebaut. In der Mitte der Halle befand sich ein riesiger Kronleuchter aus verschiedenen Metallplatten, der in den Niederlanden hergestellt wurde. Es ist ein Symbol der erneuerten sowjetischen Station und ein Treffpunkt für Millionen Passagiere geworden.
1985, nach dem Start der Metro, wurden die Ausgänge zum langen Tunnel zur U-Bahnhofstation Moskowskaja im Terminalgebäude ausgestattet.

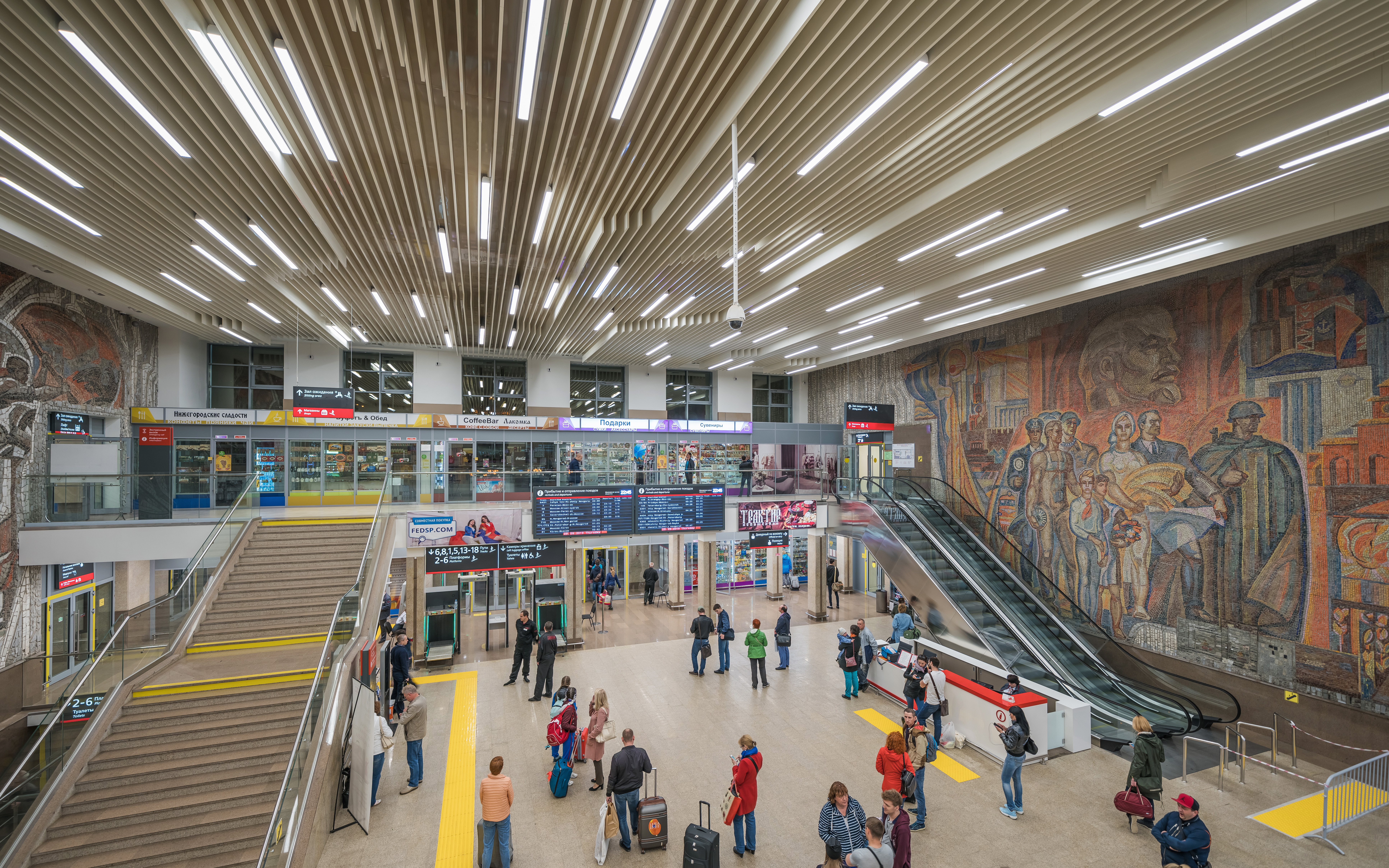
Halle des Hauptbahnhofs

Seit 2002 wurde die Station modernisiert und mit Terminals für die automatische Überprüfung von Tickets und den Bau von Schuppen über den Bahnsteigen ausgestattet. Ab Juni 2017 wurde der Bahnhof wegen Renovierungsarbeiten geschlossen und erst am 28. April 2018 eröffnet.

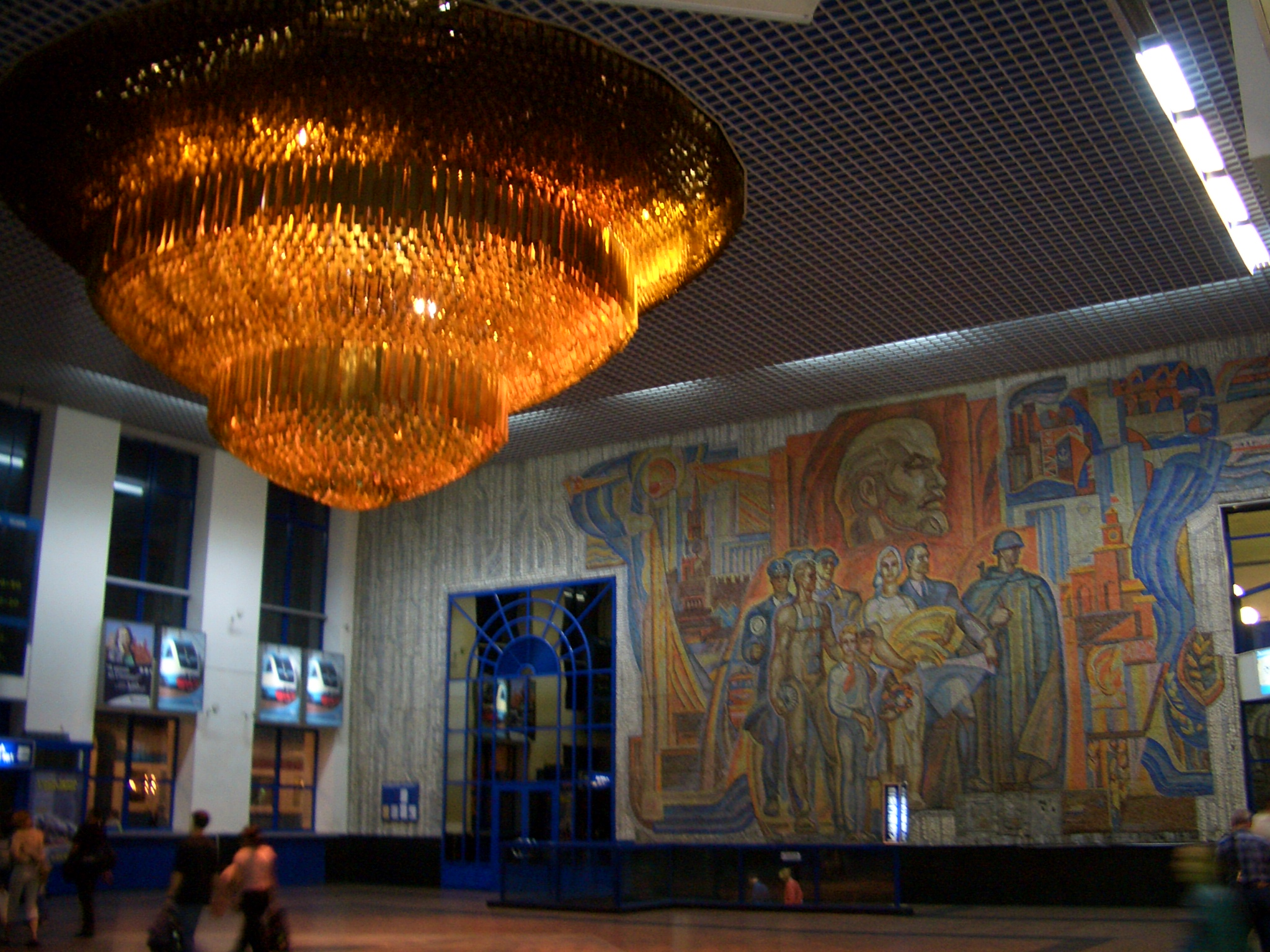
Kronleuchter im alten Bahnhofsgebäude

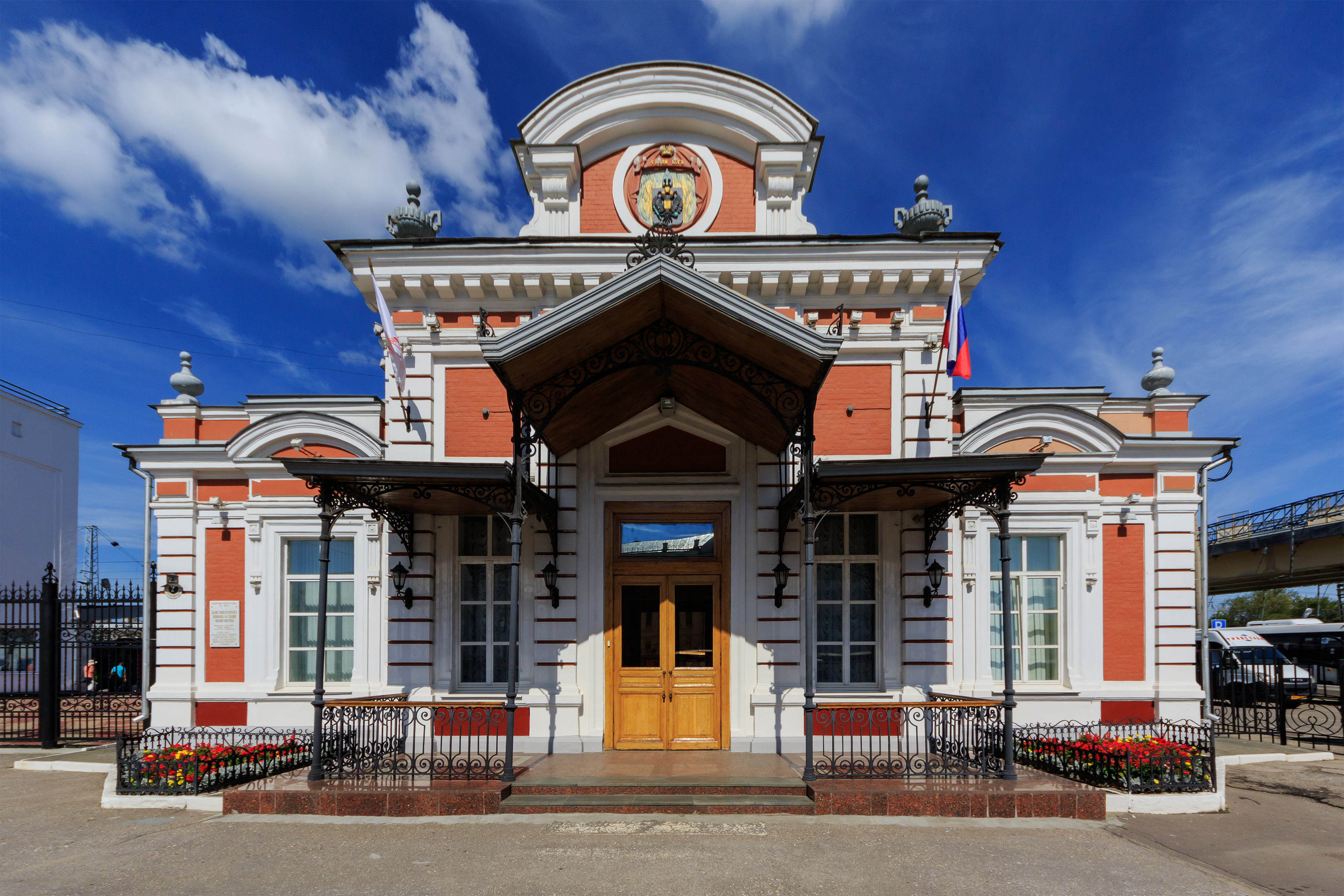
Gebäude des ehemaligen kaiserlichen Wartesaals

Zum Zeitpunkt des Wiederaufbaus erfolgte der Abgang der Passagiere zu Bahnsteigen zu Fernzügen und zu elektrischen Zügen durch Vororttunnel. Nach dem Wiederaufbau erschien ein aktualisiertes Terminal, das im Geist des 21. Jahrhunderts eingerichtet und umgebaut wurde. In den Warteräumen befinden sich Kameras und Regale zum Laden mobiler Geräte mit Zahlenschlössern. Der riesige Kronleuchter wurde demontiert und zum Lager geschickt. Aus der Sowjetzeit sind nur zwei Mosaikplatten an den Seitenwänden im Inneren des Gebäudes erhalten.
Zum 30. März 2010 wurde der Bahnhof von Gorki-Moskowski in den heutigen Namen Nischni-Nowgorod-Moskowski umbenannt. Am 1. Juli desselben Jahres wurde der Name des Gorki-Moskowski-Bahnhofs auf Befehl des Präsidenten der Russischen Eisenbahngesellschaft JSC Wladimir Jakunin in Nischni Nowgorod geändert. Der Name am Bahnhof selbst wurde jedoch erst im April 2014 vom Moskauer Bahnhof in einen Hauptbahnhof geändert, da er erst zu diesem Zeitpunkt finanziert wurde.

## Betrieb
Von dem Durchgangsbahnhof fahren täglich mehrere Nachtzüge nach Moskau zum Kursker, Kasaner und Jaroslawler Bahnhof. Darüber hinaus bestehen direkte Verbindungen nach Adler, Ufa (via Samara), Wladiwostok, Jekaterinburg, Workuta, Astrachan, Simferopol und St. Petersburg (Stand: Oktober 2007).